# Schronisko obok Jaskini z Makaronem Trzecie
Schronisko obok Jaskini z Makaronem Trzecie – jaskinia na Wyżynie Częstochowskiej w obrębie Wyżyny Krakowsko-Częstochowskiej. Administracyjnie należy do wsi Siedlec w powiecie częstochowskim, w gminie Janów.

## Opis obiektu
Zbudowany z wapienia obiekt typu schronisko znajduje się w skale, której wspinacze skalni nadali nazwę Dinozaur. Składa się z dwóch korytarzy przebijających podstawę Dinozaura i kilku otworów. Po północno-wschodniej stronie Dinozaura są dwa otwory. Większy z nich ma szerokość 2 m, wysokość 1,6 m, jest częściowo otwarty od góry, a jego lewa ściana jest połoga. Mniejszy otwór o okrągłym przekroju ma średnicę 0,8 m. Nieregularny otwór południowy ma wysokość 1,6 m i szerokość 1,2 m, a jego dno zawalają skalne głazy. Jest jeszcze owalny otwór południowo-zachodni o wymiarach 0,9 × 1 m. Znajduje się pod nim półka obrywająca się metrowej wysokości progiem. Wewnątrz skały znajduje się 3-metrowej długości meander o gruszkowatym przekroju, o szerokości 1,2–2,2 m i wysokości 1,6–2 m. Na jego dnie jest wyraźna rynna denna.
Schronisko powstało w późnojurajskich wapieniach. Jest w całości oświetlone rozproszonym światłem słonecznym, przewiewne i suche, bez nacieków. Namulisko jaskiniowe składa się z próchnicy i skalnego rumoszu.

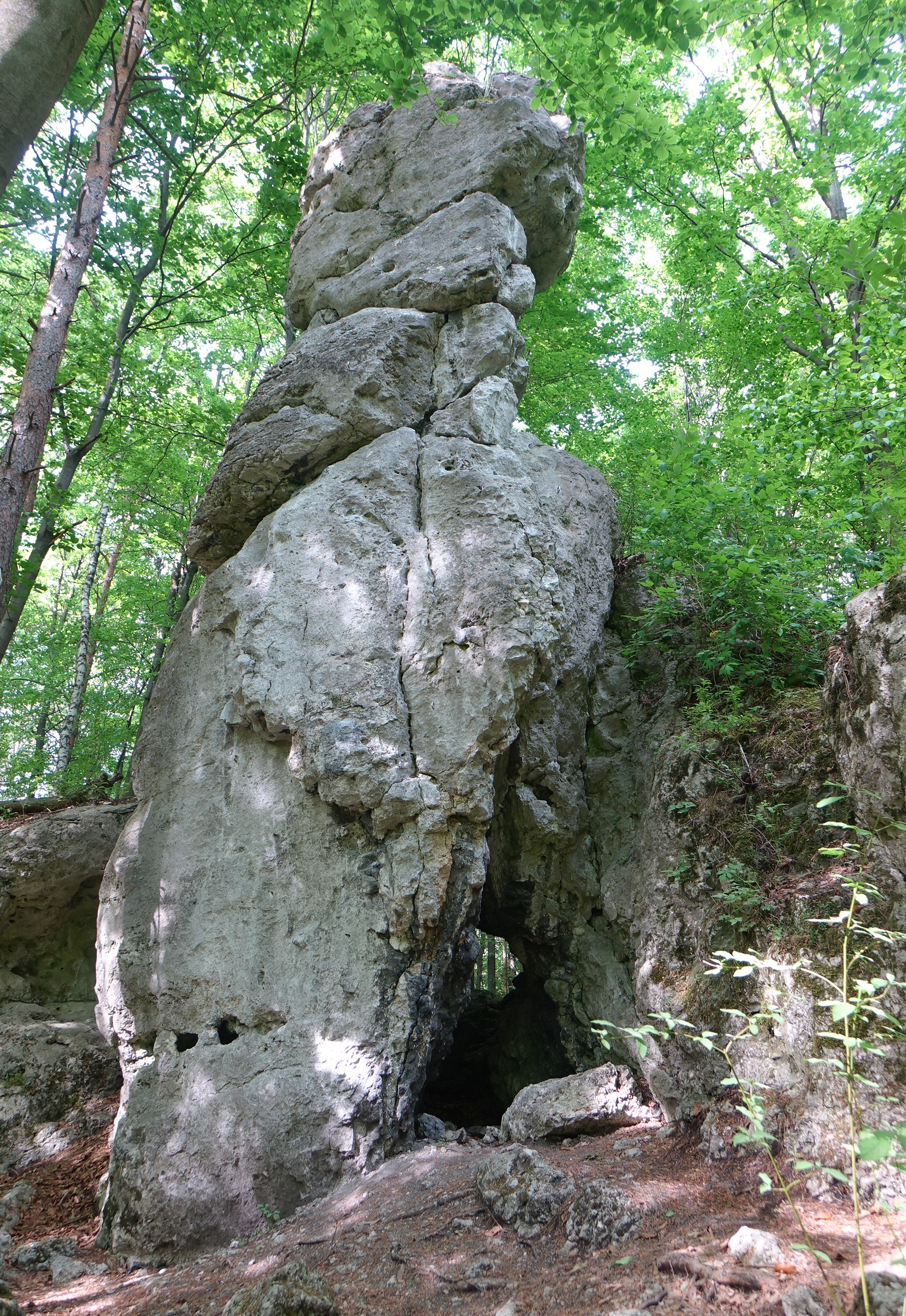
Skała Dinozaur
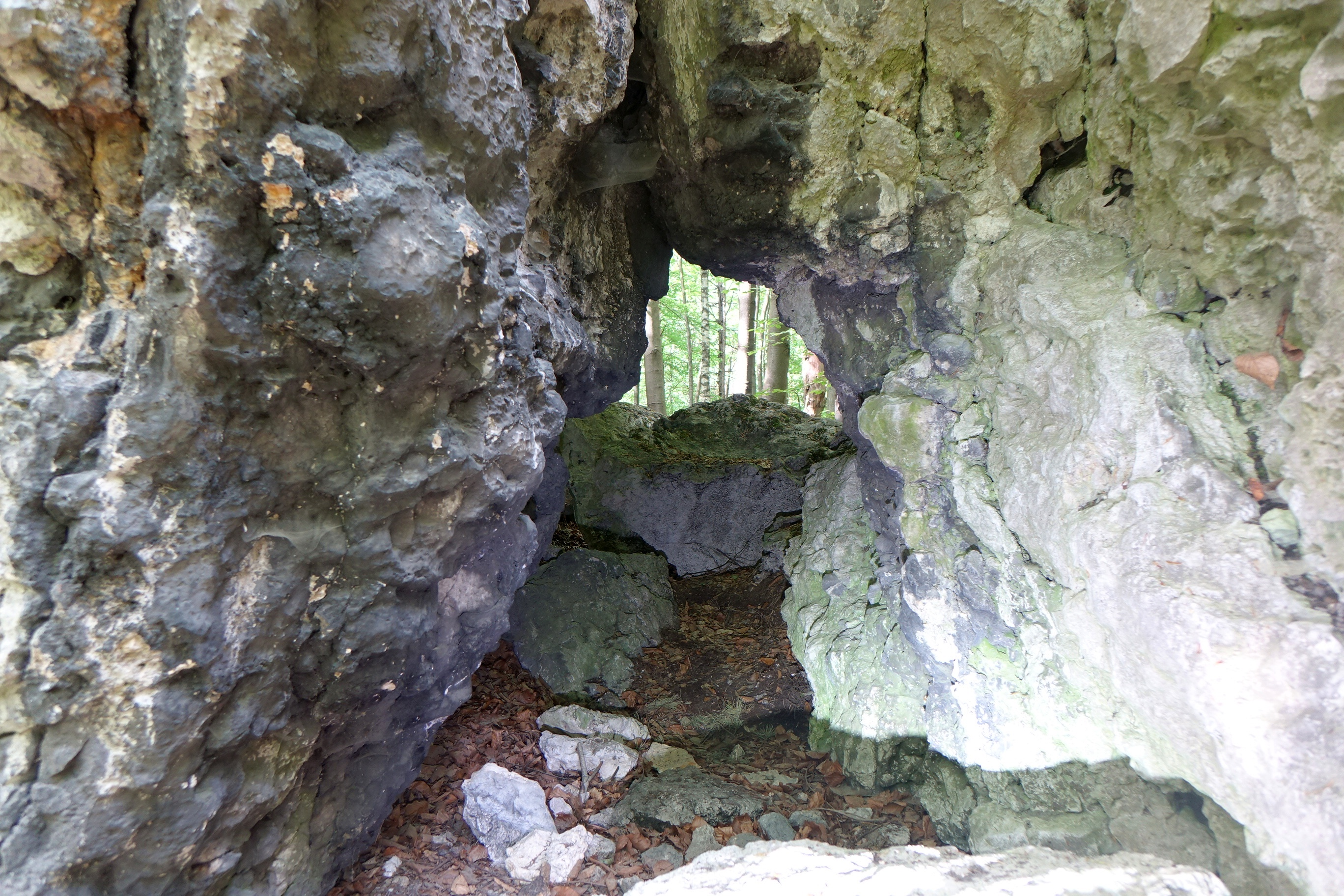
Dwa otwory schroniska

W skale Dinozaur jest jeszcze Schronisko obok Jaskini z Makaronem Drugie. W położonej tuż obok niego Bramie Brzegowej jest Jaskinia z Makaronem i Schronisko obok Jaskini z Makaronem Pierwsze.